# Арвьё (Окситания)
Арвьё (фр. Arvieu, окс. Arviu) — коммуна на юге Франции, находится в регионе Окситания. Департамент — Аверон. Входит в состав кантона Кассань-Бегоне. Округ коммуны — Родез.
Код INSEE коммуны — 12011.
Коммуна расположена приблизительно в 520 км к югу от Парижа, в 120 км северо-восточнее Тулузы, в 19 км к югу от Родеза.

## Население
| Год  | Численность | Численность |
| ---- | ----------- | ----------- |
| 1968 | 1234        | [ 6 ]       |
| 1975 | 1093        | [ 6 ]       |
| 1982 | 1082        | [ 6 ]       |
| 1990 | 925         | [ 6 ]       |
| 1999 | 880         | [ 6 ]       |
| 2006 | 865         | [ 6 ]       |
| 2008 | 861         |             |
| 2011 | 842         | [ 6 ]       |
| 2013 | 797         |             |
| 2015 | 787         | [ 7 ]       |
| 2016 | 813         | [ 8 ]       |
| 2017 | 783         | [ 9 ]       |
| 2018 | 782         | [ 10 ]      |
| 2019 | 775         | [ 11 ]      |
| 2020 | 764         | [ 12 ]      |
| 2021 | 755         | [ 13 ]      |
| 2022 | 765         | [ 3 ]       |

## Экономика
В 2007 году среди 498 человек в трудоспособном возрасте (15—64 лет) 366 были экономически активными, 132 — неактивными (показатель активности — 73,5 %, в 1999 году было 70,6 %). Из 366 активных работали 357 человек (204 мужчины и 153 женщины), безработных было 9 (3 мужчин и 6 женщин). Среди 132 неактивных 32 человека были учениками или студентами, 69 — пенсионерами, 31 были неактивными по другим причинам.

## Достопримечательности
- Церковь Нотр-Дам-д’Ор (XII век). Памятник истории с 2004 года[15]
- Церковь Сент-Аман-д’Арвьё
- Церковь Сен-Сатюрнен-о-Сен-Сернен-де-Каплонг
- Церковь Сен-Мартен-де-Фо
- Часовня Сент-Андре-де-Клозель
- Феодальный замок Сент-Фамиль (бывший монастырь)
- Замок Сен-Луи (нынешняя мэрия)
- Замок Монфран

## Фотогалерея
- Культурный центр Le Cantou
- Церковь Нотр-Дам
- Фестиваль традиционных танцев
- Карта коммуны